# Magnús
Magnús ist ein männlicher Vorname.

## Herkunft und Bedeutung
Magnús ist ein isländischer und altnordischer Vorname. Der Name ist eine Variante des Namens Magnus, abgeleitet von lateinisch magnus „der Große“ bzw. von altnordisch magn/megin mit der Bedeutung „Macht, Stärke“.
Der Name Magnús gehörte 2012 zu den acht beliebtesten Namen in Island.

## Namensträger
- Magnús Ásgeirsson (1901–1955), isländischer Übersetzer und Lyriker
- Magnús-Helgi Bergs (* 1956), isländischer Fußballspieler
- Magnús Einarsson (1098–1148), isländischer Geistlicher, Bischof von Skálholt
- Magnús Eiríksson (1806–1881), isländischer Theologe und Schriftsteller
- Magnús Gissurarson († 1237), isländischer Geistlicher, Bischof von Skálholt
- Magnús Guðmundsson (1879–1937), isländischer Politiker (Konservative Partei, Unabhängigkeitspartei)
- Magnús Tumi Guðmundsson (* 1961), isländischer Geophysiker
- Magnús Ingi Helgason (* 1980), isländischer Badmintonspieler.
- Magnús Jónsson (Verwalter) (auch Magnús prúði; um 1530–1591), isländischer Verwalter und Dichter
- Magnús Jónsson (Politiker, 1887) (1887–1958), isländischer Politiker
- Magnús Jónsson (Politiker, 1919) (1919–1984), isländischer Politiker
- Magnús Jónsson (Leichtathlet), isländischer Leichtathlet
- Magnús Jónsson (Fußballspieler, 1931) (* 1931), isländischer Fußballspieler
- Magnús Jónsson (Schauspieler) (* 1965), isländischer Schauspieler
- Magnús Þór Jónsson, bekannt als Megas (* 1945), isländischer Sänger
- Magnús Magnússon (1921–2007), isländisch-britischer Schriftsteller und Moderator, siehe Magnus Magnusson (Schriftsteller)
- Magnús Ver Magnússon (* 1963), isländischer Gewichtheber und Kraftsportler
- Magnús Scheving (* 1964), isländischer Schauspieler, Sportler, Fernsehproduzent und Unternehmer
- Magnús Orri Schram (* 1972), isländischer Politiker (Allianz)
- Magnús Sigurðsson (* 1984), isländischer Schriftsteller
- Magnús Stefánsson (1884–1942), isländischer Schriftsteller, siehe Örn Arnarson (Schriftsteller)

- Jóhann Magnús Bjarnason (1866–1945), isländischer Schriftsteller